# Jackie Joyner-Kersee
Jacqueline Joyner, coniugata Kersee, detta Jackie (East St. Louis, 3 marzo 1962), è un'ex multiplista, lunghista e cestista statunitense, campionessa olimpica e mondiale del salto in lungo e dell'eptathlon.

## Biografia

### Carriera sportiva
Nata a East St. Louis, nello stato americano dell'Illinois, fu così chiamata in omaggio a Jacqueline Kennedy. Studiò alla UCLA, dove fra il 1980 ed il 1985 alternò atletica e pallacanestro. In questo secondo sport giocò come guardia e segnò più di 1.000 punti in carriera; nel 1998 fu inserita nelle 15 migliori cestiste della storia della UCLA.
Nel 1984 partecipò ai suoi primi Giochi olimpici, cogliendo un argento nell'eptathlon. Due anni più tardi Jackie Joyner fu la prima donna a superare i 7.000 punti nell'eptathlon (ai Goodwill Games 1986). Sempre nel 1986 sposò Bob Kersee, suo allenatore, e ricevette il Premio James E. Sullivan come miglior eptathleta degli USA. Nel 1987 vinse il suo primo oro mondiale (ne conquisterà in tutto quattro).
Ai Giochi olimpici di Seul 1988 Jackie vinse l'oro nell'eptathlon con un record mondiale tuttora imbattuto di 7.291 punti, davanti alle tedesche dell'Est Sabine John e Anke Behmer. Cinque giorni dopo vinse anche il salto in lungo, stabilendo pure il nuovo record olimpico.
Quattro anni più tardi, alle Olimpiadi di Barcellona, fu ancora oro nell'eptathlon, ma soltanto bronzo nel lungo, in una gara vinta da Heike Drechsler. Ai trials olimpici del 1996 si infortunò al tendine di un polpaccio, il che condizionò molto la sua resa nelle prove olimpiche di Atlanta. Nell'eptathlon si dovette ritirare dopo il primo evento, mentre nel lungo fu bronzo, medaglia raggiunta solo all'ultimo salto.
Lasciò quindi l'atletica e ritornò al basket, firmando il contratto per i Richmond Rage dell'American Basketball League. Nonostante la popolarità non ottenne grandi successi: 17 partite giocate, con un massimo di 5 punti segnati in una gara.
Tornata nuovamente all'atletica vinse l'eptathlon ai Goodwill Games del 1998, con 6.502 punti. Nel 2000 tentò ancora la qualificazione olimpica, ma ai trials fu soltanto sesta nel salto in lungo; in seguito annunciò il ritiro.

### Record e riconoscimenti
Jackie Joyner-Kersee detiene dal 7 luglio 1986 il record mondiale dell'eptathlon e tutte le prime sei migliori prestazioni mondiali di ogni tempo. Il suo record personale nel salto in lungo, di 7,49 m, è la seconda prestazione assoluta; fra il 13 agosto 1987 e l'11 giugno 1988 è stato record mondiale (superato successivamente da Galina Čistjakova).
Sports Illustrated l'ha eletta miglior atleta donna del XX secolo. Ha conquistato il premio Track & Field Athlete of the Year come miglior atleta donna dell'anno nel 1986, nel 1987 e nel 1994 ed ha vinto il Flo Hyman Memorial Award di miglior sportiva statunitense nel 1988.
Jackie Joyner-Kersee ha stabilito la miglior prestazione mondiale stagionale nel lungo nel 1987, 1994 e 1996; nell'eptathlon è riuscita in questa impresa nei seguenti anni: 1984, 1985, 1986, 1987, 1988, 1990, 1991, 1992, 1993.

## Vita privata
Jackie è sorella del triplista campione olimpico Al Joyner, che sposò un'altra campionessa olimpica: Florence Griffith, la quale fu allenata da Bob Kersee, marito di Jackie.

## Record nazionali

### Seniores
- 50 metri ostacoli indoor: 6"67 ( Reno, 10 febbraio 1995)
- Salto in lungo: 7,49 m ( New York, 22 maggio 1994 -  Sestriere, 31 luglio 1994)
- Eptathlon: 7 291 p. ( Seul, 24 settembre 1988)

## Palmarès
| Anno | Manifestazione      | Sede         | Evento         | Risultato | Prestazione | Note                  |
| ---- | ------------------- | ------------ | -------------- | --------- | ----------- | --------------------- |
| 1983 | Mondiali            | Helsinki     | Eptathlon      | dnf       | dnf         |                       |
| 1984 | Giochi olimpici     | Los Angeles  | Salto in lungo | 5ª        | 6,77 m      |                       |
| 1984 | Giochi olimpici     | Los Angeles  | Eptathlon      | Argento   | 6 385 p.    |                       |
| 1987 | Mondiali indoor     | Indianapolis | 60 m hs        | Batteria  | 8"62        |                       |
| 1987 | Giochi panamericani | Indianapolis | Salto in lungo | Oro       | 7,45 m      | Record mondiale       |
| 1987 | Mondiali            | Roma         | Salto in lungo | Oro       | 7,36 m      | Record dei campionati |
| 1987 | Mondiali            | Roma         | Eptathlon      | Oro       | 7 128 p.    | Record dei campionati |
| 1988 | Giochi olimpici     | Seul         | Salto in lungo | Oro       | 7,40 m      | Record olimpico       |
| 1988 | Giochi olimpici     | Seul         | Eptathlon      | Oro       | 7 291 p.    | Record mondiale       |
| 1991 | Mondiali            | Tokyo        | Salto in lungo | Oro       | 7,32 m      |                       |
| 1991 | Mondiali            | Tokyo        | Eptathlon      | dnf       | dnf         |                       |
| 1992 | Giochi olimpici     | Barcellona   | Salto in lungo | Bronzo    | 7,07 m      |                       |
| 1992 | Giochi olimpici     | Barcellona   | Eptathlon      | Oro       | 7 044 p.    |                       |
| 1993 | Mondiali            | Stoccarda    | Eptathlon      | Oro       | 6 837 p.    |                       |
| 1995 | Mondiali            | Göteborg     | Salto in lungo | 6ª        | 6,74 m      |                       |
| 1996 | Giochi olimpici     | Atlanta      | Salto in lungo | Bronzo    | 7,00 m      |                       |
| 1996 | Giochi olimpici     | Atlanta      | Eptathlon      | dnf       | dnf         |                       |
| 1997 | Mondiali            | Atene        | Salto in lungo | 5ª        | 6,79 m      |                       |

## Altre competizioni internazionali
1994
- Oro alla Grand Prix Final ( Parigi), salto in lungo - 7,21 m

## Riconoscimenti
- Atleta mondiale dell'anno (1994)